# ANBO-I
ANBO-I – litewski samolot szkolny z połowy lat 20. XX wieku.

## Historia

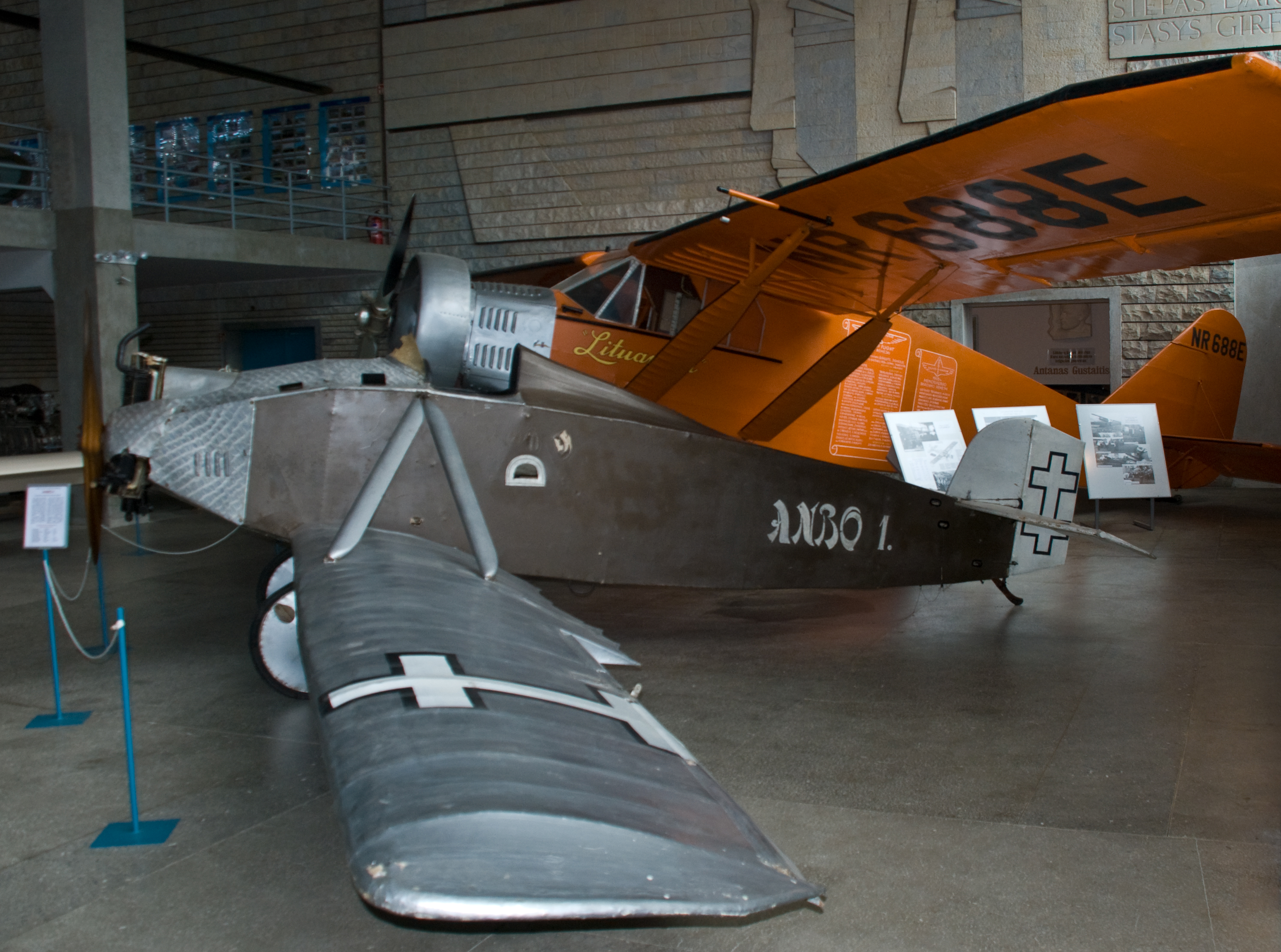
ANBO-I eksponowany w Litewskim Muzeum Lotnictwa w Kownie.

W okresie międzywojennym na Litwie skonstruowano niewielką ilość typów samolotów. Pierwszymi były zaprojektowane przez Jurgisa Dobkevičiusa maszyny Dobi-I, Dobi-II i Dobi-III, które powstały w latach 1922–1924. W 1924 roku por. Antanas Gustaitis skonstruował dolnopłat szkolny, który zbudowano w Warsztatach Lotniczych w Kownie. Samolot, nazwany ANBO-I, został oblatany 14 lipca 1925 roku i do 1935 roku służył w lotnictwie wojskowym (numer ewidencyjny 17). Po zakończeniu użytkowania przekazany został do Muzeum Wojskowego im. Witolda Wielkiego, a obecnie jest eksponowany w Litewskim Muzeum Lotnictwa w Kownie.

## Opis konstrukcji i dane techniczne
ANBO-I był jednosilnikowym, jednomiejscowym dolnopłatem szkolnym konstrukcji drewnianej. Rozpiętość skrzydeł wynosiła 10 metrów, a powierzchnia nośna miała wielkość 11,4 m². 
Długość samolotu wynosiła 5,75 metra. Masa własna płatowca wynosiła 190 kg, zaś masa całkowita (startowa) 300 kg. Podwozie klasyczne, stałe.
Napęd stanowił chłodzony powietrzem 3-cylindrowy silnik gwiazdowy Anzani o mocy 26 kW (35 KM). Prędkość maksymalna wynosiła 142 km/h, zaś prędkość minimalna 50 km/h. Maszyna osiągała pułap 4200 metrów.